# Јутро (површина)
Јутро је мера за површину земљишта. Најпознатија је као катастарско јутро и износи 5754,64 m². Катастарско јутро је дуго било у употреби у земљама у које су биле под Аустроугарском. Често се изједначавало и звало дан орања. Са именом „јутро“ постојале су и друге јединице за површину као: славонско-сремско јутро и велико јутро.
1 катастарско јутро = 1600 квадратних хвати = 0,5754642 хектара = 0,80 ланаца, а то је дужина парцеле = 200 хвати = 379,3 метара и ширине = 8 хвати = 15,168 метара.

## Коришћење израза данас
Рачунање обрадиве земље у катастарским јутрима се и данас користи у већем делу Војводине.